# Макашутин, Артём Саввич
Артём Саввич Макашутин (30 октября 1897 года, село Фащёвка, Славяносербский уезд, Екатеринославская губерния, ныне Донецкая область — 29 мая 1990 года, Киев) — советский военачальник, генерал-майор артиллерии (7 августа 1943 года), участник Гражданской, Советско-финляндской и Великой Отечественной войн. В некоторых источниках — Макашутин Артемий Саввич.

## Биография
В 1923 году окончил 2-ю Московскую артиллерийскую школу им. Л. Б. Красина, в 1930 году — артиллерийские КУКС РККА в городе Пушкине, в 1937 году — ВАК при Артиллерийской академии РККА им. Ф. Э. Дзержинского, в 1939 году — КУКС зенитной артиллерии в городе Евпатория. В РККА с 03.05.1920.
Во время Гражданской войны 3 мая 1920 года он был призван в ряды Рабоче-крестьянской Красной армии. Он был назначен командиром взвода 1-й отдельной конно-горной батареи 1-й кавалерийской бригады Туркестанского фронта и участвовал в боях с басмачами в Восточной Бухаре и Заравшанской долине. Затем он был назначен в 4-й Туркестанский артиллерийский полк 4-й Туркестанской стрелковой дивизии, которая была направлена в Ленинградский военный округ.
По завершении ВАК при Артиллерийской академии РККА им. Ф. Э. Дзержинского в 1937 году был назначен командиром 192-го зенитного артиллерийского полка в составе 2-го корпуса ПВО Ленинграда. В составе этого полка участвовал в советско-финляндской войне 1939—1940 годов.
Во время Великой Отечественной войны в августе 1941 года он был назначен заместителем начальником отдела ПВО, а с нюня 1942 года — заместителем начальника артиллерии по ПВО 42-й армии Ленинградского фронта и участвовал в битве за Ленинград. Он занимался противотанковой обороной и ему удалось создать прочную систему ПВО армии.
В ноября 1942 года он был назначен командиром 4-й зенитной артиллерийской дивизии РГК, которая была направлена на Юго-Западный фронт. В период с 12 декабря 1942—25 февраля 1943 годов частями дивизии было сбито 114 вражеских самолетов, 14 танков, 10 бронетранспортеров, 21 автомашина противника. В августе 1943 года дивизия под его командованием принимала участие в Донбасской стратегической наступательной операции, в освобождении Донбасса. С 20 мая 1944 года дивизия прикрывала войска 5-й ударной армии, а в 1945 году участвовала в Восточно-Прусской операции.
С августа 1948 года Макашутин занимал должность заместителя командующего артиллерией по ПВО войск Киевского военного округа, а затем с августа 1949 года — заместителя командующего артиллерией округа по зенитной артиллерии.
В августе 1951 года был уволен в отставку по болезни.

### Звания и военная карьера
Майор, генерал-майор артиллерии.
3 УкрФ; 4-я зенитная дивизия РГК ЮЗФ; 3 БелФ; 42 А.

## Награды[1]
- Орден Ленина (30.04.1945);
- 3 Ордена Красного Знамени (15.04.1943 № 482; 06.11.1943 № 1411; 03.11.1944; 15.11.1950)[2];
- Орден Богдана Хмельницкого I степени (19.04.1945)[3];
- Орден Кутузова II степени (21.02.1944);
- Орден Красной Звезды (12.11.1943)
- Медаль «XX лет Рабоче-Крестьянской Красной Армии» (22.02.1938);
- Медаль «За победу над Германией в Великой Отечественной войне 1941—1945 гг.» (09.05.1945);
- Медаль «За оборону Ленинграда» (22.12.1942);
- Медаль «За взятие Кёнигсберга» (09.06.1945).